# Tour d'Allemagne 2019
Le Tour d'Allemagne 2019 est la 34e édition de cette course cycliste par étapes masculine. Il a lieu en Allemagne du 29 août au 1er septembre 2019. Il se déroule entre Hanovre et Erfurt sur un parcours de 703 km et fait partie du calendrier UCI Europe Tour 2019 en catégorie 2.1.

## Présentation

### Équipes
Classé en catégorie 2.1 de l'UCI Europe Tour, le Tour d'Allemagne est par conséquent ouvert aux WorldTeams dans la limite de 50 % des équipes participantes, aux équipes continentales professionnelles, aux équipes continentales et aux équipes nationales.
Vingt-deux équipes participent à ce Tour d'Allemagne - 15 UCI WorldTeams, 3 équipes continentales professionnelles et 4 équipes continentales :
| WorldTeams (15)- AG2R La Mondiale - Astana - Bahrain-Merida - Bora-hansgrohe - CCC Team - Deceuninck-Quick Step - EF Education First - Lotto Soudal - Dimension Data - Ineos - Team Jumbo-Visma - Katusha-Alpecin - Team Sunweb - Trek-Segafredo - UAE Team Emirates Équipes continentales professionnelles (3)- Gazprom-RusVelo - Arkéa-Samsic - Wanty-Groupe Gobert Équipes continentales (4)- Bike Aid - Dauner-AKKON - Lotto-Kern-Haus - P&S Metalltechnik |
| |

## Étapes
| Étape     | Date    | Villes étapes         | type                      | Distance (km) | Vainqueur d'étape  | Leader du classement général |
| --------- | ------- | --------------------- | ------------------------- | ------------- | ------------------ | ---------------------------- |
| 1re étape | 29 août | Hanovre – Halberstadt | étape de plaine           | 167           | Pascal Ackermann   | Pascal Ackermann             |
| 2e étape  | 30 août | Marbourg – Göttingen  | étape vallonnée           | 199           | Alexander Kristoff | Alexander Kristoff           |
| 3e étape  | 31 août | Göttingen – Eisenach  | étape vallonnée           | 177           | Kasper Asgreen     | Jasper Stuyven               |
| 4e étape  | 1 sept. | Eisenach – Erfurt     | étape de moyenne montagne | 160           | Sonny Colbrelli    | Jasper Stuyven               |

## Déroulement de la course

### 1reétape
| \| Classement de l'étape \| Classement de l'étape \| Classement de l'étape \| Classement de l'étape \| Classement de l'étape \| \| Coureur \| Coureur \| Pays \| Équipe \| Temps \| \| --------------------- \| --------------------------- \| --------------------- \| --------------------- \| --------------------- \| \| 1er \| Pascal Ackermann \| Allemagne \| Bora-Hansgrohe \| 3 h 49 min 30 s \| \| 2e \| Alexander Kristoff \| Norvège \| UAE Team Emirates \| + 0 s \| \| 3e \| Simone Consonni \| Italie \| UAE Team Emirates \| + 0 s \| \| 4e \| Cees Bol \| Pays-Bas \| Team Sunweb \| + 0 s \| \| 5e \| Jasper Stuyven \| Belgique \| Trek-Segafredo \| + 0 s \| \| 6e \| Kasper Asgreen \| Danemark \| Deceuninck-Quick Step \| + 0 s \| \| 7e \| Reinardt Janse van Rensburg \| Afrique du Sud \| Dimension Data \| + 0 s \| \| 8e \| Nico Denz \| Allemagne \| AG2R La Mondiale \| + 0 s \| \| 9e \| Nils Politt \| Allemagne \| Katusha-Alpecin \| + 0 s \| \| 10e \| Sonny Colbrelli \| Italie \| Bahrain-Merida \| + 0 s \| |                             |                |                       |                 |
| |                             |                |                       |                 |
| Source : ProCyclingStats |                             |                |                       |                 |
| Classement de l'étape |                             |                |                       |                 |
| Coureur | Coureur                     | Pays           | Équipe                | Temps           |
| 1er | Pascal Ackermann            | Allemagne      | Bora-Hansgrohe        | 3 h 49 min 30 s |
| 2e | Alexander Kristoff          | Norvège        | UAE Team Emirates     | + 0 s           |
| 3e | Simone Consonni             | Italie         | UAE Team Emirates     | + 0 s           |
| 4e | Cees Bol                    | Pays-Bas       | Team Sunweb           | + 0 s           |
| 5e | Jasper Stuyven              | Belgique       | Trek-Segafredo        | + 0 s           |
| 6e | Kasper Asgreen              | Danemark       | Deceuninck-Quick Step | + 0 s           |
| 7e | Reinardt Janse van Rensburg | Afrique du Sud | Dimension Data        | + 0 s           |
| 8e | Nico Denz                   | Allemagne      | AG2R La Mondiale      | + 0 s           |
| 9e | Nils Politt                 | Allemagne      | Katusha-Alpecin       | + 0 s           |
| 10e | Sonny Colbrelli             | Italie         | Bahrain-Merida        | + 0 s           |

| \| Classement général \| Classement général \| Classement général \| Classement général \| Classement général \| \| Coureur \| Coureur \| Pays \| Équipe \| Temps \| \| ------------------ \| --------------------------- \| ------------------ \| --------------------- \| ------------------ \| \| 1er \| Pascal Ackermann \| Allemagne \| Bora-Hansgrohe \| 3 h 49 min 20 s \| \| 2e \| Alexander Kristoff \| Norvège \| UAE Team Emirates \| + 4 s \| \| 3e \| Simone Consonni \| Italie \| UAE Team Emirates \| + 6 s \| \| 4e \| Tom-Jelte Slagter \| Pays-Bas \| Dimension Data \| + 8 s \| \| 5e \| Kasper Asgreen \| Danemark \| Deceuninck-Quick Step \| + 9 s \| \| 6e \| Cees Bol \| Pays-Bas \| Team Sunweb \| + 10 s \| \| 7e \| Jasper Stuyven \| Belgique \| Trek-Segafredo \| + 10 s \| \| 8e \| Reinardt Janse van Rensburg \| Afrique du Sud \| Dimension Data \| + 10 s \| \| 9e \| Nico Denz \| Allemagne \| AG2R La Mondiale \| + 10 s \| \| 10e \| Nils Politt \| Allemagne \| Katusha-Alpecin \| + 10 s \| |                             |                |                       |                 |
| |                             |                |                       |                 |
| Source : ProCyclingStats |                             |                |                       |                 |
| Classement général |                             |                |                       |                 |
| Coureur | Coureur                     | Pays           | Équipe                | Temps           |
| 1er | Pascal Ackermann            | Allemagne      | Bora-Hansgrohe        | 3 h 49 min 20 s |
| 2e | Alexander Kristoff          | Norvège        | UAE Team Emirates     | + 4 s           |
| 3e | Simone Consonni             | Italie         | UAE Team Emirates     | + 6 s           |
| 4e | Tom-Jelte Slagter           | Pays-Bas       | Dimension Data        | + 8 s           |
| 5e | Kasper Asgreen              | Danemark       | Deceuninck-Quick Step | + 9 s           |
| 6e | Cees Bol                    | Pays-Bas       | Team Sunweb           | + 10 s          |
| 7e | Jasper Stuyven              | Belgique       | Trek-Segafredo        | + 10 s          |
| 8e | Reinardt Janse van Rensburg | Afrique du Sud | Dimension Data        | + 10 s          |
| 9e | Nico Denz                   | Allemagne      | AG2R La Mondiale      | + 10 s          |
| 10e | Nils Politt                 | Allemagne      | Katusha-Alpecin       | + 10 s          |

### 2eétape
| \| Classement de l'étape \| Classement de l'étape \| Classement de l'étape \| Classement de l'étape \| Classement de l'étape \| \| Coureur \| Coureur \| Pays \| Équipe \| Temps \| \| --------------------- \| --------------------------- \| --------------------- \| --------------------- \| --------------------- \| \| 1er \| Alexander Kristoff \| Norvège \| UAE Team Emirates \| 4 h 21 min 04 s \| \| 2e \| Sonny Colbrelli \| Italie \| Bahrain-Merida \| + 0 s \| \| 3e \| Yves Lampaert \| Belgique \| Deceuninck-Quick Step \| + 0 s \| \| 4e \| Ben Swift \| Royaume-Uni \| Team Ineos \| + 0 s \| \| 5e \| Jasper Stuyven \| Belgique \| Trek-Segafredo \| + 0 s \| \| 6e \| Reinardt Janse van Rensburg \| Afrique du Sud \| Dimension Data \| + 0 s \| \| 7e \| Marc Hirschi \| Suisse \| Team Sunweb \| + 0 s \| \| 8e \| Timo Roosen \| Pays-Bas \| Team Jumbo-Visma \| + 0 s \| \| 9e \| Toms Skujiņš \| Lettonie \| Trek-Segafredo \| + 0 s \| \| 10e \| Jens Keukeleire \| Belgique \| Lotto-Soudal \| + 0 s \| |                             |                |                       |                 |
| |                             |                |                       |                 |
| Source : ProCyclingStats |                             |                |                       |                 |
| Classement de l'étape |                             |                |                       |                 |
| Coureur | Coureur                     | Pays           | Équipe                | Temps           |
| 1er | Alexander Kristoff          | Norvège        | UAE Team Emirates     | 4 h 21 min 04 s |
| 2e | Sonny Colbrelli             | Italie         | Bahrain-Merida        | + 0 s           |
| 3e | Yves Lampaert               | Belgique       | Deceuninck-Quick Step | + 0 s           |
| 4e | Ben Swift                   | Royaume-Uni    | Team Ineos            | + 0 s           |
| 5e | Jasper Stuyven              | Belgique       | Trek-Segafredo        | + 0 s           |
| 6e | Reinardt Janse van Rensburg | Afrique du Sud | Dimension Data        | + 0 s           |
| 7e | Marc Hirschi                | Suisse         | Team Sunweb           | + 0 s           |
| 8e | Timo Roosen                 | Pays-Bas       | Team Jumbo-Visma      | + 0 s           |
| 9e | Toms Skujiņš                | Lettonie       | Trek-Segafredo        | + 0 s           |
| 10e | Jens Keukeleire             | Belgique       | Lotto-Soudal          | + 0 s           |

| \| Classement général \| Classement général \| Classement général \| Classement général \| Classement général \| \| Coureur \| Coureur \| Pays \| Équipe \| Temps \| \| ------------------ \| --------------------------- \| ------------------ \| --------------------- \| ------------------ \| \| 1er \| Alexander Kristoff \| Norvège \| UAE Team Emirates \| 8 h 10 min 18 s \| \| 2e \| Sonny Colbrelli \| Italie \| Bahrain-Merida \| + 10 s \| \| 3e \| Yves Lampaert \| Belgique \| Deceuninck-Quick Step \| + 12 s \| \| 4e \| Marc Hirschi \| Suisse \| Team Sunweb \| + 13 s \| \| 5e \| Alexey Lutsenko \| Kazakhstan \| Astana \| + 14 s \| \| 6e \| Tom-Jelte Slagter \| Pays-Bas \| Dimension Data \| + 14 s \| \| 7e \| Diego Ulissi \| Italie \| UAE Team Emirates \| + 15 s \| \| 8e \| Jasper Stuyven \| Belgique \| Trek-Segafredo \| + 16 s \| \| 9e \| Reinardt Janse van Rensburg \| Afrique du Sud \| Dimension Data \| + 16 s \| \| 10e \| Ben Swift \| Royaume-Uni \| Team Ineos \| + 16 s \| |                             |                |                       |                 |
| |                             |                |                       |                 |
| Source : ProCyclingStats |                             |                |                       |                 |
| Classement général |                             |                |                       |                 |
| Coureur | Coureur                     | Pays           | Équipe                | Temps           |
| 1er | Alexander Kristoff          | Norvège        | UAE Team Emirates     | 8 h 10 min 18 s |
| 2e | Sonny Colbrelli             | Italie         | Bahrain-Merida        | + 10 s          |
| 3e | Yves Lampaert               | Belgique       | Deceuninck-Quick Step | + 12 s          |
| 4e | Marc Hirschi                | Suisse         | Team Sunweb           | + 13 s          |
| 5e | Alexey Lutsenko             | Kazakhstan     | Astana                | + 14 s          |
| 6e | Tom-Jelte Slagter           | Pays-Bas       | Dimension Data        | + 14 s          |
| 7e | Diego Ulissi                | Italie         | UAE Team Emirates     | + 15 s          |
| 8e | Jasper Stuyven              | Belgique       | Trek-Segafredo        | + 16 s          |
| 9e | Reinardt Janse van Rensburg | Afrique du Sud | Dimension Data        | + 16 s          |
| 10e | Ben Swift                   | Royaume-Uni    | Team Ineos            | + 16 s          |

### 3eétape
| \| Classement de l'étape \| Classement de l'étape \| Classement de l'étape \| Classement de l'étape \| Classement de l'étape \| \| Coureur \| Coureur \| Pays \| Équipe \| Temps \| \| --------------------- \| --------------------- \| --------------------- \| --------------------- \| --------------------- \| \| 1er \| Kasper Asgreen \| Danemark \| Deceuninck-Quick Step \| 4 h 27 min 53 s \| \| 2e \| Jasper Stuyven \| Belgique \| Trek-Segafredo \| + 0 s \| \| 3e \| Sonny Colbrelli \| Italie \| Bahrain-Merida \| + 17 s \| \| 4e \| Yves Lampaert \| Belgique \| Deceuninck-Quick Step \| + 17 s \| \| 5e \| Tom-Jelte Slagter \| Pays-Bas \| Dimension Data \| + 17 s \| \| 6e \| Marc Hirschi \| Suisse \| Team Sunweb \| + 17 s \| \| 7e \| Toms Skujiņš \| Lettonie \| Trek-Segafredo \| + 17 s \| \| 8e \| Jens Keukeleire \| Belgique \| Lotto-Soudal \| + 17 s \| \| 9e \| Diego Ulissi \| Italie \| UAE Team Emirates \| + 17 s \| \| 10e \| Jhonatan Narváez \| Équateur \| Team Ineos \| + 17 s \| |                   |          |                       |                 |
| |                   |          |                       |                 |
| Source : ProCyclingStats |                   |          |                       |                 |
| Classement de l'étape |                   |          |                       |                 |
| Coureur | Coureur           | Pays     | Équipe                | Temps           |
| 1er | Kasper Asgreen    | Danemark | Deceuninck-Quick Step | 4 h 27 min 53 s |
| 2e | Jasper Stuyven    | Belgique | Trek-Segafredo        | + 0 s           |
| 3e | Sonny Colbrelli   | Italie   | Bahrain-Merida        | + 17 s          |
| 4e | Yves Lampaert     | Belgique | Deceuninck-Quick Step | + 17 s          |
| 5e | Tom-Jelte Slagter | Pays-Bas | Dimension Data        | + 17 s          |
| 6e | Marc Hirschi      | Suisse   | Team Sunweb           | + 17 s          |
| 7e | Toms Skujiņš      | Lettonie | Trek-Segafredo        | + 17 s          |
| 8e | Jens Keukeleire   | Belgique | Lotto-Soudal          | + 17 s          |
| 9e | Diego Ulissi      | Italie   | UAE Team Emirates     | + 17 s          |
| 10e | Jhonatan Narváez  | Équateur | Team Ineos            | + 17 s          |

| \| Classement général \| Classement général \| Classement général \| Classement général \| Classement général \| \| Coureur \| Coureur \| Pays \| Équipe \| Temps \| \| ------------------ \| ------------------ \| ------------------ \| --------------------- \| ------------------ \| \| 1er \| Jasper Stuyven \| Belgique \| Trek-Segafredo \| 12 h 38 min 21 s \| \| 2e \| Sonny Colbrelli \| Italie \| Bahrain-Merida \| + 13 s \| \| 3e \| Alexey Lutsenko \| Kazakhstan \| Astana \| + 18 s \| \| 4e \| Yves Lampaert \| Belgique \| Deceuninck-Quick Step \| + 19 s \| \| 5e \| Marc Hirschi \| Suisse \| Team Sunweb \| + 20 s \| \| 6e \| Diego Ulissi \| Italie \| UAE Team Emirates \| + 20 s \| \| 7e \| Tom-Jelte Slagter \| Pays-Bas \| Dimension Data \| + 21 s \| \| 8e \| Jonas Vingegaard \| Danemark \| Team Jumbo-Visma \| + 22 s \| \| 9e \| Jens Keukeleire \| Belgique \| Lotto-Soudal \| + 23 s \| \| 10e \| Toms Skujiņš \| Lettonie \| Trek-Segafredo \| + 23 s \| |                   |            |                       |                  |
| |                   |            |                       |                  |
| Source : ProCyclingStats |                   |            |                       |                  |
| Classement général |                   |            |                       |                  |
| Coureur | Coureur           | Pays       | Équipe                | Temps            |
| 1er | Jasper Stuyven    | Belgique   | Trek-Segafredo        | 12 h 38 min 21 s |
| 2e | Sonny Colbrelli   | Italie     | Bahrain-Merida        | + 13 s           |
| 3e | Alexey Lutsenko   | Kazakhstan | Astana                | + 18 s           |
| 4e | Yves Lampaert     | Belgique   | Deceuninck-Quick Step | + 19 s           |
| 5e | Marc Hirschi      | Suisse     | Team Sunweb           | + 20 s           |
| 6e | Diego Ulissi      | Italie     | UAE Team Emirates     | + 20 s           |
| 7e | Tom-Jelte Slagter | Pays-Bas   | Dimension Data        | + 21 s           |
| 8e | Jonas Vingegaard  | Danemark   | Team Jumbo-Visma      | + 22 s           |
| 9e | Jens Keukeleire   | Belgique   | Lotto-Soudal          | + 23 s           |
| 10e | Toms Skujiņš      | Lettonie   | Trek-Segafredo        | + 23 s           |

### 4eétape
| \| Classement de l'étape \| Classement de l'étape \| Classement de l'étape \| Classement de l'étape \| Classement de l'étape \| \| Coureur \| Coureur \| Pays \| Équipe \| Temps \| \| --------------------- \| --------------------- \| --------------------- \| --------------------- \| --------------------- \| \| 1er \| Sonny Colbrelli \| Italie \| Bahrain-Merida \| 3 h 44 min 48 s \| \| 2e \| Yves Lampaert \| Belgique \| Deceuninck-Quick Step \| + 0 s \| \| 3e \| Alexander Kristoff \| Norvège \| UAE Team Emirates \| + 0 s \| \| 4e \| Alexey Lutsenko \| Kazakhstan \| Astana \| + 0 s \| \| 5e \| Jasper Stuyven \| Belgique \| Trek-Segafredo \| + 0 s \| \| 6e \| Diego Ulissi \| Italie \| UAE Team Emirates \| + 0 s \| \| 7e \| Cees Bol \| Pays-Bas \| Team Sunweb \| + 0 s \| \| 8e \| Ben Swift \| Royaume-Uni \| Team Ineos \| + 0 s \| \| 9e \| Tom-Jelte Slagter \| Pays-Bas \| Dimension Data \| + 0 s \| \| 10e \| Simon Geschke \| Allemagne \| CCC Team \| + 0 s \| |                    |             |                       |                 |
| |                    |             |                       |                 |
| Source : ProCyclingStats |                    |             |                       |                 |
| Classement de l'étape |                    |             |                       |                 |
| Coureur | Coureur            | Pays        | Équipe                | Temps           |
| 1er | Sonny Colbrelli    | Italie      | Bahrain-Merida        | 3 h 44 min 48 s |
| 2e | Yves Lampaert      | Belgique    | Deceuninck-Quick Step | + 0 s           |
| 3e | Alexander Kristoff | Norvège     | UAE Team Emirates     | + 0 s           |
| 4e | Alexey Lutsenko    | Kazakhstan  | Astana                | + 0 s           |
| 5e | Jasper Stuyven     | Belgique    | Trek-Segafredo        | + 0 s           |
| 6e | Diego Ulissi       | Italie      | UAE Team Emirates     | + 0 s           |
| 7e | Cees Bol           | Pays-Bas    | Team Sunweb           | + 0 s           |
| 8e | Ben Swift          | Royaume-Uni | Team Ineos            | + 0 s           |
| 9e | Tom-Jelte Slagter  | Pays-Bas    | Dimension Data        | + 0 s           |
| 10e | Simon Geschke      | Allemagne   | CCC Team              | + 0 s           |

## Classements finals

### Classement général final
| \| Classement général \| Classement général \| Classement général \| Classement général \| Classement général \| \| Coureur \| Coureur \| Pays \| Équipe \| Temps \| \| ------------------ \| ------------------ \| ------------------ \| --------------------- \| ------------------ \| \| 1er \| Jasper Stuyven \| Belgique \| Trek-Segafredo \| 16 h 23 min 09 s \| \| 2e \| Sonny Colbrelli \| Italie \| Bahrain-Merida \| + 3 s \| \| 3e \| Yves Lampaert \| Belgique \| Deceuninck-Quick Step \| + 12 s \| \| 4e \| Alexey Lutsenko \| Kazakhstan \| Astana \| + 15 s \| \| 5e \| Diego Ulissi \| Italie \| UAE Team Emirates \| + 20 s \| \| 6e \| Marc Hirschi \| Suisse \| Team Sunweb \| + 20 s \| \| 7e \| Jens Keukeleire \| Belgique \| Lotto-Soudal \| + 21 s \| \| 8e \| Tom-Jelte Slagter \| Pays-Bas \| Dimension Data \| + 21 s \| \| 9e \| Jonas Vingegaard \| Danemark \| Team Jumbo-Visma \| + 22 s \| \| 10e \| Toms Skujiņš \| Lettonie \| Trek-Segafredo \| + 23 s \| |                   |            |                       |                  |
| |                   |            |                       |                  |
| Source : ProCyclingStats |                   |            |                       |                  |
| Classement général |                   |            |                       |                  |
| Coureur | Coureur           | Pays       | Équipe                | Temps            |
| 1er | Jasper Stuyven    | Belgique   | Trek-Segafredo        | 16 h 23 min 09 s |
| 2e | Sonny Colbrelli   | Italie     | Bahrain-Merida        | + 3 s            |
| 3e | Yves Lampaert     | Belgique   | Deceuninck-Quick Step | + 12 s           |
| 4e | Alexey Lutsenko   | Kazakhstan | Astana                | + 15 s           |
| 5e | Diego Ulissi      | Italie     | UAE Team Emirates     | + 20 s           |
| 6e | Marc Hirschi      | Suisse     | Team Sunweb           | + 20 s           |
| 7e | Jens Keukeleire   | Belgique   | Lotto-Soudal          | + 21 s           |
| 8e | Tom-Jelte Slagter | Pays-Bas   | Dimension Data        | + 21 s           |
| 9e | Jonas Vingegaard  | Danemark   | Team Jumbo-Visma      | + 22 s           |
| 10e | Toms Skujiņš      | Lettonie   | Trek-Segafredo        | + 23 s           |

### Classements annexes
| Classement par points | Classement par points | Classement par points | Classement par points | Classement par points |
| Coureur               | Coureur               | Pays                  | Équipe                | Points                |
| --------------------- | --------------------- | --------------------- | --------------------- | --------------------- |
| 1er                   | Sonny Colbrelli       | Italie                | Bahrain-Merida        | 37 pts                |
| 2e                    | Alexander Kristoff    | Norvège               | UAE Team Emirates     | 36 pts                |
| 3e                    | Jasper Stuyven        | Belgique              | Trek-Segafredo        | 30 pts                |
| 4e                    | Yves Lampaert         | Belgique              | Deceuninck-Quick Step | 28 pts                |
| 5e                    | Kasper Asgreen        | Danemark              | Deceuninck-Quick Step | 23 pts                |
| 6e                    | Julian Alaphilippe    | France                | Deceuninck-Quick Step | 11 pts                |
| 7e                    | Cees Bol              | Pays-Bas              | Team Sunweb           | 11 pts                |
| 8e                    | Remco Evenepoel       | Belgique              | Deceuninck-Quick Step | 10 pts                |
| 9e                    | Joshua Huppertz       | Allemagne             | Team Lotto-Kern Haus  | 10 pts                |
| 10e                   | Ben Swift             | Royaume-Uni           | Team Ineos            | 10 pts                |

| Classement par points | Classement par points | Classement par points | Classement par points | Classement par points |
| Coureur               | Coureur               | Pays                  | Équipe                | Points                |
| --------------------- | --------------------- | --------------------- | --------------------- | --------------------- |
| 1er                   | Sonny Colbrelli       | Italie                | Bahrain-Merida        | 37 pts                |
| 2e                    | Alexander Kristoff    | Norvège               | UAE Team Emirates     | 36 pts                |
| 3e                    | Jasper Stuyven        | Belgique              | Trek-Segafredo        | 30 pts                |
| 4e                    | Yves Lampaert         | Belgique              | Deceuninck-Quick Step | 28 pts                |
| 5e                    | Kasper Asgreen        | Danemark              | Deceuninck-Quick Step | 23 pts                |
| 6e                    | Julian Alaphilippe    | France                | Deceuninck-Quick Step | 11 pts                |
| 7e                    | Cees Bol              | Pays-Bas              | Team Sunweb           | 11 pts                |
| 8e                    | Remco Evenepoel       | Belgique              | Deceuninck-Quick Step | 10 pts                |
| 9e                    | Joshua Huppertz       | Allemagne             | Team Lotto-Kern Haus  | 10 pts                |
| 10e                   | Ben Swift             | Royaume-Uni           | Team Ineos            | 10 pts                |

| Classement de la montagne | Classement de la montagne | Classement de la montagne | Classement de la montagne | Classement de la montagne |
| Coureur                   | Coureur                   | Pays                      | Équipe                    | Points                    |
| ------------------------- | ------------------------- | ------------------------- | ------------------------- | ------------------------- |
| 1er                       | Magnus Cort Nielsen       | Danemark                  | Astana                    | 8 pts                     |
| 2e                        | Vincenzo Nibali           | Italie                    | Bahrain-Merida            | 8 pts                     |
| 3e                        | Remco Evenepoel           | Belgique                  | Deceuninck-Quick Step     | 5 pts                     |
| 4e                        | Jenthe Biermans           | Belgique                  | Katusha-Alpecin           | 5 pts                     |
| 5e                        | Julian Alaphilippe        | France                    | Deceuninck-Quick Step     | 5 pts                     |
| 6e                        | Davide Villella           | Italie                    | Astana                    | 3 pts                     |
| 7e                        | Miká Heming               | Allemagne                 | Dauner-AKKON              | 3 pts                     |
| 8e                        | Mads Pedersen             | Danemark                  | Trek-Segafredo            | 3 pts                     |
| 9e                        | Alexey Lutsenko           | Kazakhstan                | Astana                    | 2 pts                     |
| 10e                       | Igor Boev                 | Russie                    | Gazprom-RusVelo           | 2 pts                     |

| Classement de la montagne | Classement de la montagne | Classement de la montagne | Classement de la montagne | Classement de la montagne |
| Coureur                   | Coureur                   | Pays                      | Équipe                    | Points                    |
| ------------------------- | ------------------------- | ------------------------- | ------------------------- | ------------------------- |
| 1er                       | Magnus Cort Nielsen       | Danemark                  | Astana                    | 8 pts                     |
| 2e                        | Vincenzo Nibali           | Italie                    | Bahrain-Merida            | 8 pts                     |
| 3e                        | Remco Evenepoel           | Belgique                  | Deceuninck-Quick Step     | 5 pts                     |
| 4e                        | Jenthe Biermans           | Belgique                  | Katusha-Alpecin           | 5 pts                     |
| 5e                        | Julian Alaphilippe        | France                    | Deceuninck-Quick Step     | 5 pts                     |
| 6e                        | Davide Villella           | Italie                    | Astana                    | 3 pts                     |
| 7e                        | Miká Heming               | Allemagne                 | Dauner-AKKON              | 3 pts                     |
| 8e                        | Mads Pedersen             | Danemark                  | Trek-Segafredo            | 3 pts                     |
| 9e                        | Alexey Lutsenko           | Kazakhstan                | Astana                    | 2 pts                     |
| 10e                       | Igor Boev                 | Russie                    | Gazprom-RusVelo           | 2 pts                     |

| Classement du meilleur jeune | Classement du meilleur jeune | Classement du meilleur jeune | Classement du meilleur jeune | Classement du meilleur jeune |
| Coureur                      | Coureur                      | Pays                         | Équipe                       | Temps                        |
| ---------------------------- | ---------------------------- | ---------------------------- | ---------------------------- | ---------------------------- |
| 1er                          | Marc Hirschi                 | Suisse                       | Team Sunweb                  | 16 h 23 min 29 s             |
| 2e                           | Jonas Vingegaard             | Danemark                     | Team Jumbo-Visma             | + 2 s                        |
| 3e                           | Jhonatan Narváez             | Équateur                     | Team Ineos                   | + 3 s                        |
| 4e                           | Jai Hindley                  | Australie                    | Team Sunweb                  | + 26 s                       |
| 5e                           | Nils Politt                  | Allemagne                    | Katusha-Alpecin              | + 1 min 06 s                 |
| 6e                           | Remco Evenepoel              | Belgique                     | Deceuninck-Quick Step        | + 7 min 10 s                 |
| 7e                           | Aleksandr Riabushenko        | Biélorussie                  | UAE Team Emirates            | + 7 min 29 s                 |
| 8e                           | Kasper Asgreen               | Danemark                     | Deceuninck-Quick Step        | + 7 min 54 s                 |
| 9e                           | Enric Mas                    | Espagne                      | Deceuninck-Quick Step        | + 9 min 01 s                 |
| 10e                          | Jenthe Biermans              | Belgique                     | Katusha-Alpecin              | + 9 min 15 s                 |

| Classement du meilleur jeune | Classement du meilleur jeune | Classement du meilleur jeune | Classement du meilleur jeune | Classement du meilleur jeune |
| Coureur                      | Coureur                      | Pays                         | Équipe                       | Temps                        |
| ---------------------------- | ---------------------------- | ---------------------------- | ---------------------------- | ---------------------------- |
| 1er                          | Marc Hirschi                 | Suisse                       | Team Sunweb                  | 16 h 23 min 29 s             |
| 2e                           | Jonas Vingegaard             | Danemark                     | Team Jumbo-Visma             | + 2 s                        |
| 3e                           | Jhonatan Narváez             | Équateur                     | Team Ineos                   | + 3 s                        |
| 4e                           | Jai Hindley                  | Australie                    | Team Sunweb                  | + 26 s                       |
| 5e                           | Nils Politt                  | Allemagne                    | Katusha-Alpecin              | + 1 min 06 s                 |
| 6e                           | Remco Evenepoel              | Belgique                     | Deceuninck-Quick Step        | + 7 min 10 s                 |
| 7e                           | Aleksandr Riabushenko        | Biélorussie                  | UAE Team Emirates            | + 7 min 29 s                 |
| 8e                           | Kasper Asgreen               | Danemark                     | Deceuninck-Quick Step        | + 7 min 54 s                 |
| 9e                           | Enric Mas                    | Espagne                      | Deceuninck-Quick Step        | + 9 min 01 s                 |
| 10e                          | Jenthe Biermans              | Belgique                     | Katusha-Alpecin              | + 9 min 15 s                 |

| Classement par équipes | Classement par équipes | Classement par équipes | Classement par équipes |
| Équipe                 | Équipe                 | Pays                   | Temps                  |
| ---------------------- | ---------------------- | ---------------------- | ---------------------- |
| 1re                    | Deceuninck-Quick Step  | Belgique               | 49 h 12 min 31 s       |
| 2e                     | Dimension Data         | Afrique du Sud         | + 4 min 08 s           |
| 3e                     | Trek-Segafredo         | États-Unis             | + 4 min 48 s           |
| 4e                     | Team Sunweb            | Allemagne              | + 5 min 31 s           |
| 5e                     | AG2R La Mondiale       | France                 | + 6 min 18 s           |
| 6e                     | UAE Team Emirates      | Émirats arabes unis    | + 6 min 34 s           |
| 7e                     | Team Jumbo-Visma       | Pays-Bas               | + 6 min 58 s           |
| 8e                     | Lotto Soudal           | Belgique               | + 7 min 09 s           |
| 9e                     | Bahrain-Merida         | Bahreïn                | + 8 min 56 s           |
| 10e                    | CCC Team               | Pologne                | + 11 min 36 s          |

| Classement par équipes | Classement par équipes | Classement par équipes | Classement par équipes |
| Équipe                 | Équipe                 | Pays                   | Temps                  |
| ---------------------- | ---------------------- | ---------------------- | ---------------------- |
| 1re                    | Deceuninck-Quick Step  | Belgique               | 49 h 12 min 31 s       |
| 2e                     | Dimension Data         | Afrique du Sud         | + 4 min 08 s           |
| 3e                     | Trek-Segafredo         | États-Unis             | + 4 min 48 s           |
| 4e                     | Team Sunweb            | Allemagne              | + 5 min 31 s           |
| 5e                     | AG2R La Mondiale       | France                 | + 6 min 18 s           |
| 6e                     | UAE Team Emirates      | Émirats arabes unis    | + 6 min 34 s           |
| 7e                     | Team Jumbo-Visma       | Pays-Bas               | + 6 min 58 s           |
| 8e                     | Lotto Soudal           | Belgique               | + 7 min 09 s           |
| 9e                     | Bahrain-Merida         | Bahreïn                | + 8 min 56 s           |
| 10e                    | CCC Team               | Pologne                | + 11 min 36 s          |

## Classements UCI
La course attribue le même nombre de points pour l'UCI Europe Tour 2019 et le Classement mondial UCI (pour tous les coureurs).